# Jadwiga Kuta
Jadwiga Kuta z domu Sowa – aktorka komediowa i dramatyczna. W 1991 roku, razem z mężem, założyła prywatny Teatr Nasz w Michałowicach koło Szklarskiej Poręby.

## Życiorys
Jadwiga Kuta ukończyła Państwową Wyższą Szkołę Teatralną im. Ludwika Solskiego w Krakowie – Wydział Zamiejscowy Lalkarski we Wrocławiu. Po ukończeniu studiów pracowała w Teatrze im. C. K. Norwida w Jeleniej Górze w latach 1982–1987, następnie w Teatrze im. Wilama Horzycy w Toruniu w latach 1987–1990.
Od 1991 roku jest aktorką Teatru Naszego. W latach 90. nawiązała współpracę z Wojciechem Młynarskim, który zaprosił ją do udziału w reżyserowanym przez siebie programie „Gwiazdy Piosenki Kabaretowej” prezentowanym na scenie Teatru Ateneum w Warszawie, a później podczas trasy koncertowej w USA. Mężem aktorki od 1985 roku jest Tadeusz Kuta, również aktor. Państwo Kutowie mają córkę Katarzynę.

## Nagrody i wyróżnienia
- 1982: Festiwal Sztuk Dla Dzieci w Wałbrzychu – nagroda za rolę Loli w przedstawieniu „Król malowany”
- 1988: Festiwal Teatrów Polski Północnej w Toruniu – „Złota Kareta” nagroda gazety Nowości Dziennik Toruński za rolę Barbary Siergiejewnej w sztuce „Mandat” Nikołaja Erdmana
- 1992: XIII Przegląd Piosenki Aktorskiej we Wrocławiu:

1. II miejsce w Konkursie Aktorskiej Interpretacji Piosenki
2. Nagroda Dziennikarzy
3. Nagroda Publiczności
4. Nagroda Polskiego Radia

- 1997: wyróżnienie odznaką Ministra Kultury i Sztuki RP „Zasłużony Działacz Kultury”
- 2002, 2005, 2007: Srebrny Kluczyk w plebiscycie czytelników Nowin Jeleniogórskich na najpopularniejszego aktora scen jeleniogórskich
- 2009: przyznanie tytułu honorowego obywatela Miasta Piechowice[1]
- 2016: przyznanie Brązowego Medalu „Zasłużony Kulturze Gloria Artis”[2]

## Role teatralne
w Teatrze im. C. K. Norwida w Jeleniej Górze:
- „Król malowany”, Urszula Kozioł – pokojówka Lola, pierwsza rola po ukończeniu studiów, 1982
- „Uciechy staropolskie”, opracowanie dramaturgiczne Kazimierz Dejmek, 1982
- „Fedra”, Jean Baptiste Racine – Ismena, 1983
- „Ślub”, Witold Gombrowicz – Manilla, 1984
- „Romans z wodewilu”, Władysław Krzemiński – Zuzia, 1984
- „Zemsta”, Aleksander Fredro – Klara, 1985
- „Hymn”, Gyorgy Schwajda – dozorczyni, 1985
- „Kabaret Pod Pierzyną”, 1986
- „O ślicznych kwiatkach i strasznym potworze”, Janusz Odrowąż, 1986/1987

w Teatrze im. Wilama Horzycy w Toruniu:
- „Wieczór z Tuwimem”, 1987–1990
- „Mandat”, Nikołaj Erdman – Barbara Siergiejewna
- „Operetka”, Witold Gombrowicz – Albertynka, 1988/1989
- „Romeo i Julia”, William Szekspir – Julia, 1988/1989

## Piosenki
Podczas studiów we Wrocławiu Jadwiga Kuta została asystentką Haliny Śmieli podczas zajęć z piosenki aktorskiej. Pracując w teatrach Jeleniej Góry i Torunia niejednokrotnie reżyserzy wykorzystywali talent jej wokalny, m.in. w Teatrze im. Wilama Horzycy w Toruniu, obsadzona w roli Albertynki w „Operetce” Gombrowicza, interpretowała partie stricte operowe z towarzyszeniem toruńskiej orkiestry filharmonicznej. Aktorka również udziela się wokalnie w przedstawieniach Teatru Naszego od początku jego istnienia.
Interpretacje znanych piosenek polskich autorów w wykonaniu Jadwigi Kuty zostały zarejestrowane na płycie „Pastelowa”, która ukazała się latem 2008 roku, a znalazły się na niej piosenki:
- Nie przechodź obok mnie (T. Nalepa, B. Loebl)
- Powiedz coś miłego (J. Wasowski, K. Winkler)
- Twoje włosy (K. Knitel, A. Wojciechowski)
- Wakacje z deszczem (H. Skalska, K. Szemioth)
- Dwie szklaneczki wina (J. Abratowski, A. Osiecka)
- Chciałabym być słońcem (T. Nalepa, B. Loebl)
- Dawne, zabawne (W. Nahorny, A. Osiecka)
- Kasztany (K.Korepta, K.Wodnicka)
- Kiedy mnie już nie będzie (S. Krajewski, A. Osiecka)
- Ja tonę (T. Kordeusz)

W 2017 roku ukazała się płyta „Jak wino”, zawierająca interpretacje piosenek takich autorów i wykonawców, jak George Gershwin, Maurice Ravel, Cesaria Evora, Edith Piaf, Wojciech Młynarski.